# Goodbye Cruel World (album d'Elvis Costello)
Pour les articles homonymes, voir Goodbye Cruel World.
Albums de Elvis Costello
Punch the Clock
(1983) The Best of Elvis Costello and The Attractions
(1985)
Goodbye Cruel World (1984) est le neuvième album d'Elvis Costello, le huitième avec The Attractions.
La production de l'album (de Clive Langer et Alan Winstanley, qui ont également produit l'album précédent, Punch the Clock), ne suivait pas les travaux précédents de Costello, se basant en particulier sur les sons électroniques et donnant à l'album une impression de facilité, suivant la mode. Ainsi, cet album n'est pas souvent considéré comme un de ses meilleurs albums, et dans le manuel de la réédition Rykodisc de 1995, Costello commence par sa maintenant célèbre phrase: « Félicitations! Vous venez juste d'acheter le pire album de ma carrière. »
Deux singles majeurs furent extraits de l'album: « I Wanna Be Loved », une reprise d'un single peu connu du groupe Teacher's Edition, sorti sur Hi Records, et « "he Only Flame in Town », sur lequel chante aussi Daryl Hall. Sur « I Wanna Be Loved » chantait également Green Gartside du groupe Scritti Politti, crédité uniquement au nom de « Green » sur l'album original.
On peut aussi noter qu'à l'arrière de la pochette, Costello apparaît sans lunettes. De plus, le claviériste Steve Nieve est crédité au nom de « Maurice Worm ».
Avec son titre en forme d'adieu, on pouvait penser que cet album marquait la fin de la carrière de Costello : c'est plutôt la séparation du groupe qui l'avait accompagné depuis 1978 : l'album suivant, King of America, qui ne sortira que 20 mois plus tard (un délai fort long pour l'artiste qui jusque-là avait sorti un album tous les ans), est un album « solo », sans The Attractions (qu'on retrouvera cependant sur le suivant, Blood and Chocolate, sept mois plus tard).
Elvis Costello adaptera la chanson « The Comedians » cinq ans plus tard pour le dernier album de Roy Orbison, Mystery Girl, en simplifiant la mélodie et en réécrivant le texte.
Le chanteur irlandais Christy Moore a repris la chanson « The Deportees Club » sur son album Voyage (1989).

## Liste des pistes

### Album d'origine
| No  | Titre                  | Auteur                 | Durée |
| --- | ---------------------- | ---------------------- | ----- |
| 1.  | The Only Flame in Town | Elvis Costello         | 4:01  |
| 2.  | Home Truth             | Costello               | 3:12  |
| 3.  | Room with No Number    | Costello               | 4:13  |
| 4.  | Inch By Inch           | Costello               | 2:29  |
| 5.  | Worthless Thing        | Costello               | 3:04  |
| 6.  | Love Thing             | Costello               | 3:26  |
| 7.  | I Wanna Be Loved       | Farnell Jenkins        | 4:47  |
| 8.  | The Comedians          | Costello               | 2:36  |
| 9.  | Joe Porterhouse        | Costello               | 3:29  |
| 10. | Sour Milk-Cow Blues    | Costello               | 2:50  |
| 11. | The Great Unknown      | Costello, Clive Langer | 3:00  |
| 12. | The Deportees Club     | Costello               | 2:54  |
| 13. | Peace in Our Time      | Costello               | 4:06  |

### Pistes supplémentaires (réédition Rykodisc de 1995)
| No  | Titre                         | Auteur                          | Durée |
| --- | ----------------------------- | ------------------------------- | ----- |
| 14. | Turning the Town Red          |                                 | 3:14  |
| 15. | Baby It's You                 | Burt Bacharach, Hal David       | 3:11  |
| 16. | Get Yourself Another Fool     | Ernest Forrest, Frank Heywood   | 4:01  |
| 17. | I Hope You're Happy Now       |                                 | 2:51  |
| 18. | The Only Flame in Town (Live) |                                 | 4:16  |
| 19. | Worthless Thing (Live)        |                                 | 3:11  |
| 20. | Motel Matches (Live)          |                                 | 2:39  |
| 21. | Sleepless Night (Live)        | Felice Bryant, Boudleaux Bryant | 2:39  |
| 22. | Deportee                      |                                 | 3:22  |
| 23. | Withered and Died             | Richard Thompson                | 3:14  |

- Cette réédition place toutes les pistes, y compris les pistes bonus sur un seul CD.

### Pistes supplémentaires (réédition Rhino Records de 2004)
| No  | Titre                                                | Auteur                  | Durée |
| --- | ---------------------------------------------------- | ----------------------- | ----- |
| 14. | The Only Flame in Town (Alternate version)           |                         | 4:05  |
| 15. | Young Boy Blues                                      | Doc Pomus, Phil Spector | 3:27  |
| 16. | Turning the Town Red                                 |                         | 3:14  |
| 17. | I Hope You're Happy Now                              |                         | 2:51  |
| 18. | Tomorrow's (Just Another Day)                        | Mike Barson, Carl Smyth | 2:54  |
| 19. | Get Yourself Another Fool                            | Forrest, Heywood        | 4:03  |
| 20. | Baby It's You                                        | Bacharach, David        | 3:11  |
| 21. | I Wanna Be Loved (Demo)                              | Jenkins                 | 3:22  |
| 22. | The Great Unknown (Demo)                             | Costello, Langer        | 2:35  |
| 23. | She Loves the Jerk (Demo)                            | John Hiatt              | 3:10  |
| 24. | Turning the Town Red (Demo)                          |                         | 3:37  |
| 25. | Peace in Our Time (Demo)                             |                         | 3:30  |
| 26. | Withered and Died                                    | Thompson                | 3:14  |
| 27. | The Comedians (Demo)                                 |                         | 2:25  |
| 28. | Inch By Inch (Demo)                                  |                         | 2:11  |
| 29. | Mystery Voice (Demo)                                 |                         | 2:23  |
| 30. | Joe Porterhouse (Demo)                               |                         | 3:19  |
| 31. | The Town Where Time Stood Still (Demo)               |                         | 2:15  |
| 32. | Blue Murder on Union Avenue (Demo)                   |                         | 2:30  |
| 33. | Home Truth (Demo)                                    |                         | 3:05  |
| 34. | The Only Flame in Town (Live)                        |                         | 4:12  |
| 35. | Worthless Thing (Live)                               |                         | 3:10  |
| 36. | Sleepless Nights (Live)                              | F. Bryant, B. Bryant    | 2:39  |
| 37. | What I Like Most About You Is Your Girlfriend (Live) | Jerry Dammers           | 2:10  |
| 38. | Motel Matches (Live)                                 |                         | 2:39  |
| 39. | Love Field (Live)                                    |                         | 3:21  |

- Cette réédition place l'album original et l'intégralité des pistes bonus sur deux disques séparés.

## Personnel
- Elvis Costello - Chant; Guitare
- Steve Nieve - Clavier
- Bruce Thomas - Guitare basse
- Pete Thomas - Batterie

### Personnel supplémentaire
- Gary Barnacle - Saxophone
- Jimmy Paterson - Trombone
- Luis Jardim - Percussions
- Daryl Hall - Chant
- Green Gartside - Chant d'accompagnement